# Hornická Čtvrť
Hornická Čtvrť je vesnice, část města Chvaletice v okrese Pardubice. Nachází se asi 2 km na jihovýchod od Chvaletic. V roce 2009 zde bylo evidováno 53 adres. V roce 2001 zde trvale žilo 122 obyvatel.
Hornická Čtvrť leží v katastrálním území Chvaletice o výměře 6,81 km2.

## Historie
První písemná zmínka o obci pochází z roku 1393.

## Pamětihodnosti
- Základní škola
- Kostel evangelický